# 小行星13798
小行星13798（13798 Cecchini）是一颗绕太阳运转的小行星，为主小行星带小行星。该小行星于1998年11月15日发现。

## 轨道参数
小行星13798的轨道半长轴为2.9067158 UA，离心率为0.091。